# ピトケアン諸島少女性的暴行事件
ピトケアン諸島少女性的暴行事件（ピトケアンしょとうしょうじょせいてきぼうこうじけん）は、1999年に発覚した、イギリス領ピトケアン諸島における集団的な性犯罪事件である。

## 概要
ピトケアン諸島のスティーブ・クリスチャン島司を含む7人の男性（人口の12％）は少女に対する性犯罪に関する55件の容疑で裁判にかけられた。そして6人が有罪判決を受けた。有罪になった6人は、2005年に41件の容疑についてニュージーランド高裁で上告した。この事件はイギリス連邦内で大々的に取り上げられ、話題になった。ピトケアン諸島の島民たちは、「被害者」とされた少女たちも含めて、イギリス警察の捜査は島を潰すための弾圧であり有罪は不当と訴えた。

## 裁判
2004年9月に裁判官、弁護人、法廷スタッフ、刑務官にジャーナリストなど合計で46人がピトケアン諸島で裁判を開くために渡航した。裁判が開始されると、7人の被告人の弁護士がピトケアン諸島は英国の主権下にはなく、英国法に基づいて裁くのは不当だと訴えた。被告人を含む島民全員がバウンティ号の反乱の子孫であり、1790年にバウンティ号を燃やす際に死に値する罪を犯すことによって彼らの先祖は英国市民権を放棄したため、子孫である彼らも英国の市民権を持たないと述べた。加えて、彼らは毎年バウンティ号の模型を燃やす祭りを開催しており、自身の英国市民権を否定し続けていると主張した。また、弁護人は英国がピトケアン諸島に対する正式な要求を行ったことは無く、英国の法律（例えば1956年のSexual Offences法：未成年との性行為の禁止）が彼らに適用されることを住民に公布しなかったと主張した。
2004年4月18日に英国政府によって裁判官として任命された、ニュージーランドの裁判官で構成されるピトケアン諸島Supreme Court（第一審裁判所）は、これらの主張を却下した。被告人らは即座に控訴したが、ピトケアン諸島控訴裁判所（Court of Appeal）によって2004年8月に棄却され、判決が確定した。そして、ピトケアン諸島が英国の領土であり英国法の適用下にあるという、マシュー・フォーブズ副知事の主張を支持した。
これを受けて被告人らは英国枢密院へも上訴を行ったが、これも棄却された。
性的暴行裁判は2004年9月30日に始まった。
2004年10月12日に英国枢密院は、ピトケアン諸島に対する英国主権の合憲性について審議すると約束したが、裁判を中止することは拒否した。2004年10月18日に、起訴された7人のうち6人に対して有罪判決が下されたが、枢密院が英国主権の合憲性に結論を下すまで被告人達は保釈されることになった。保釈されたと言っても、狭いピトケアン諸島から出ることは出来ないので、実質逃げることは不可能だった。英国枢密院での審議は2週間にも及び、近代100年間で最も長い審議になった。そして2004年10月24日、英国枢密院は島に対する英国主権が合憲であるとの判決を下した。これを受けて2004年10月29日、有罪となった6人に判決が言い渡された。
裁判費用は裁判官と弁護士を派遣したニュージーランド側だけでも1,410万ニュージーランド・ドル(約10億円(NZドル/73円))に達した。これ以外にも裁判所、刑務所、公務員宿舎などの建設費用を始め、船で片道1週間かかる渡航費用など莫大な経費がかかっている。イギリス本土でも枢密院の審議や上告に莫大な費用を要した。

## 判決
最高刑が終身刑である児童性犯罪にしては、極めて軽い判決が下されることになった。これは裁判官が島の特殊事情を考慮したためと思われる。
- スティーブ・クリスチャン島司：4件の猥褻行為と強姦1件については無罪、他の強姦5件で有罪となり禁固3年
- ランディ・クリスチャン（島司の息子）：強姦4件と猥褻行為5件で禁固6年
- レン・ブラウン：強姦2件で禁固2年
- ディブ・ブラウン（レンの息子）：猥褻行為9件で有罪、禁固刑なしで地域奉仕を命じられた。
- デニス・クリスチャン郵便局長：猥褻行為1件と強姦幇助2件で有罪、禁固刑なしで地域奉仕を命じられた。
- テリー・ヤング：強姦1件と猥褻行為6件で禁固5年
- ジェイ・ウォレン治安判事：猥褻行為容疑で無罪となる。

## 歴史背景
ピトケアン諸島では、12歳を過ぎたら結婚できる資格があると考えられてきた。これは中世ポリネシア文化社会では標準的な基準であった。そして大半の女性が12歳から15歳の間に最初の出産を経験していた。そのため、12歳の少女との性行為は倫理的にも問題ないと、島では考えられていた。
事件化の発端は、研修のために渡航していたイギリス人の婦人警官が、島民女性との食事会の最中にたまたま性行為の風習を耳に入れたことによる。

## 地元住民の反応
ピトケアン諸島の住民は、島の成人男性の大半が逮捕されたことにひどく傷つき、関係する女性に事件として告発するように説得した英国警察を非難した。
2004年9月28日、スティーブ・クリスチャン島司の妻、レン・ブラウンの娘、ランディ・クリスチャンの母は、島の女性全員を招集して会議を開いた。そして、彼女たちは島の男性達を弁護することを決定した。彼女たちは、少女に性行為を要求することは1790年の入植以来のポリネシア文化の伝統と認めた。
スティーブ・クリスチャン島司は「皆はセックスがテーブルに乗ったご馳走のようであると思っていた。そして、自分の妻は幼少のころから性行為に熱心だった。」と主張した。キリスト教徒の2人の娘も12歳からセックスに積極的だったと証言した。会議に集まった女性たちは、未成年者の性行為が普通だったという男性の見方を支持し、嫌疑のかかっている少女強姦の被害者全員が自発的な参加者であったと述べた。被害者の1人であるシャーリーン・ウォーレンへは、英国警察官が証言するように被害者女性に金銭を渡したと主張した。これに対して、警察官はお金は法令で定める被害者への補償だと反論した。ピトケアン諸島の島民たちは、英国が島を閉鎖するための陰謀を仕掛けているのではないかと疑念を持つようになり、そのために労働可能な男性たちを投獄監禁しようとしていると考えた。
英国警察は島民の反英感情が高まっているのを考慮して、島の住民が所持していた20丁の銃を全て引き渡すように要求した。島民の大半は裁判をボイコットし、全ての容疑と裁判が最初から仕組まれた陰謀であり、ピトケアンは不当な扱いを受けていると思いこんだ。

## 事件後
2007年にブライアン・マイケル・ジョン・ヤング(Brian Michael John Young)が12歳の少女への強姦と強制猥褻行為で逮捕され懲役6年半の有罪判決を受けた。彼は刑に服するためにピトケアンに搬送されるよう命じられた。またイギリス政府は、被害者の少女たちに政府から補償金を支払うと発表した。